# Dora de Amarante Romariz
Dora de Amarante Romariz (São Paulo, 07 de janeiro de 1922 - 04 de agosto de 2017) foi uma geógrafa brasileira, pesquisadora de biogeografia no Instituto Brasileiro de Geografia e Estatística (IBGE).

## Biografia
Nascida na cidade de São Paulo, Dora Romariz foi ainda pequena para o Rio de Janeiro onde se formou professora primária pelo Instituto de Educação e depois Bacharel e Licenciada em Geografia e História pela Faculdade Nacional de Filosofia na Universidade do Brasil, atual Universidade Federal do Rio de Janeiro (UFRJ).
Em 1945, após cinco anos atuando como professora primária, ingressou no Instituto Brasileiro de Geografia e Estatística (IBGE) para participar de expedições com Pierre Dansereau, agrônomo e botânico canadense reconhecido como um dos mais influente ecólogos do século XX. Foi convidada por Christovam Leite de Castro, então secretário-geral do Conselho Nacional de Geografia (CNG).
Dora fez parte do primeiro grupo de Biogeografia do IBGE e da equipe de pesquisas de campo para escolher o sítio para a localização de Brasília, nova capital brasileira.
Em 1972, aposentou-se e se dedicou à produção de livros. Atuou diretamente na elaboração do Mapa de Vegetação da América do Sul, publicação editada pela Organização das Nações Unidas para a Educação, a Ciência e a Saúde (UNESCO).

Até a sua morte, em 2017, quando estava com 95 anos, ainda ministrava palestras e cursos sobre sua área de atuação: a Biogeografia. Faleceu de falência múltipla dos órgãos, em São Paulo, no dia 04 de agosto de 2017. Nesse momento, as homenagens ressaltaram que:
A geografia brasileira perde uma grande geógrafa, mulher excepcional. Uma pioneira entre os(as)  geógrafos(as) preocupados(as) com a cobertura vegetal brasileira.

## Homenagens
- 2017 - Associação Nacional de Pós-Graduação e Pesquisa em Geografia, por sua colaboração ao campo do conhecimento, quando de seu falecimento.[5]